# أنطونيو أرويو
أنطونيو أرويو (بالإسبانية: Antonio Arroyo)‏ هو سباح إسباني، ولد في 9 مايو 1994.

## وصلات خارجية
- أنطونيو أرويو على موقع الاتحاد الدولي للسباحة (الإنجليزية)
- أنطونيو أرويو على موقع أوليمبيديا (الإنجليزية)